# Decussação

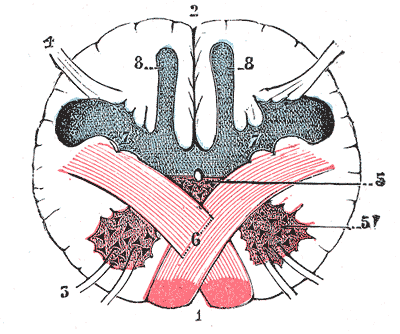
Seção da medula oblonga ao nível da decussação das pirâmides

A decussação é usada em contextos biológicos para descrever um cruzamento (devido ao formato do numeral romano para dez, um 'X' maiúsculo - decussis). Em termos anatômicos latinos, a forma decussatio é usada.
Da mesma forma, o termo anatômico quiasma é nomeado após o grego maiúsculo 'Χ' (chi). Enquanto uma decussação se refere a um cruzamento dentro do sistema nervoso central, vários tipos de cruzamentos no sistema nervoso periférico são chamados de quiasmas.

## Importância evolutiva
A origem da organização contralateral, do quiasma óptico e das principais decussações no sistema nervoso dos vertebrados tem sido um enigma de longa data para os cientistas.  A teoria do mapa visual de Ramón y Cajal é popular há muito tempo  , mas tem sido criticada por sua inconsistência lógica.  Mais recentemente, foi proposto que as decussações são causadas por uma torção axial pela qual a cabeça anterior, junto com o prosencéfalo, é girada em 180° em relação ao resto do corpo.  